# О Лесбии
«О Лесбии» — условное название двух стихотворений римского поэта Гая Валерия Катулла, включённых в состав посмертного сборника («Книги Катулла Веронского») под номерами 87 и 92. Здесь автор пишет о своей возлюбленной. 
В стихотворении № 87 он говорит, что ни одна женщина не была так любима, как Лесбия, и ни один мужчина не был так верен, как он. Некоторые предполагают, что №75 — его оторвавшийся конец, и поэтому соединяют их при переводе.
В стихотворении № 92 речь о том, что Катулл и Лесбия дурно говорят друг о друге, но и это признак любви (исследователи видят здесь перекличку со стихотворением № 83, «На мужа Лесбии»).